# Un cappello pieno di pioggia
Un cappello pieno di pioggia (A Hatful of Rain) è un dramma in tre atti scritto nel 1955 dal drammaturgo ed attore statunitense Michael V. Gazzo (1923-1995).
Rappresentato consecutivamente a Broadway per 389 repliche, ne è stato tratto nel 1958 il film omonimo diretto da Fred Zinnemann.

## Trama
Il dramma è ambientato in un appartamento di un complesso abitativo popolare, dove fa ritorno dalla guerra di Corea Johnny Pope, vittima durante il conflitto di un evento traumatico particolare che ha richiesto la somministrazione di morfina, di cui è diventato dipendente. Johnny ritrova l'ignara moglie Clelia, in attesa di un figlio, il fratello Polo e il padre, uomo lontano dalla realtà, da sempre sostanzialmente estraneo ai problemi dei figli e che vive una preferenza proprio per Johnny, non riconoscendone l'intima debolezza di carattere. Sarà il fratello Polo a contrassegnare la vicenda, con un coinvolgimento positivo anche nei confronti degli spacciatori dei quali Johnny è succube, espressione dell'affetto fraterno e di una forte personalità.

## Commento
Il problema della tossicodipendenza è trattato "in presa diretta", in una forma priva di fraintendimenti scandalosa per l'epoca. Il tema si proietta su uno scenario nel quale le radici motivazionali rappresentano un disagio familiare che ha un'origine più antica rispetto al dramma dell'attualità e da cui deriva un tono narrativo di forte introspezione.

## A Hatful of Rain
A Hatful of Rain ha debuttato al Lyceum Theatre di Broadway la sera del 9 novembre 1955 per la regia di Frank Corsaro. Interpreti erano: Ben Gazzara (Johnny Pope), Shelley Winters (Celia Pope), Anthony Franciosa (Polo Pope), Frank Silvera (John Pope Sr.), Steve Gravers (Man), Harry Guardino (Chuck), Paul E. Richards (Apples), Henry Silva (Mother), Christine White (Putski).

## Rappresentazioni italiane
- La prima rappresentazione italiana è avvenuta il 9 ottobre 1956 al Teatro Morlacchi di Perugia, nella traduzione di Mino Roli, regia di Luigi Squarzina, scene di Gianni Polidori. Interpreti: Mario Carotenuto,  Giorgio Albertazzi, Anna Proclemer, Gianni Galavotti, Orazio Orlando, Glauco Onorato, Vittorio Sanipoli, Mario Manca, Silvia Monelli[2][3].

- Il 28 ottobre 1969 la Rai ha trasmesso un adattamento per la regia di Giuseppe Fina, scene di Eugenio Liverani, costumi di Mariolina Bono. Interpreti: Luigi Pavese, Ugo Pagliai, Mariella Zanetti, Carlo Alighiero, Aldo Massasso, Franco Alpestre, Mario Valgoi[4].

- Il 18 gennaio 1982 Radiodue Rai ha trasmesso un adattamento per la regia di Ottavio Spadaro, interpretato da Gastone Moschin, Massimo De Francovich, Lucia Catullo, Bruno Scipioni, Armando Bandini, Paolo Lombardi, Omero Antonutti.

- Il 19 dicembre 1984 la Rai ha trasmesso un adattamento per la regia di Gianni Serra, scene di Filippo Corradi Cervi, costumi di Stefania Benelli, musiche a cura di Emanuele Garofalo. Interpreti: Pamela Villoresi, Emilio Bonucci, Antonio Casagrande, Vittorio Mezzogiorno, Riccardo Plati, Mauro Plati, Samuele Cerri[5].